# Salatsauce

Herstellung einer Vinaigrette

Salatsaucen oder Salatsoßen werden verwendet, um Salate schmackhafter zu machen, für eine erweiterte Geschmacksnote (z. B. pikant, süß-sauer, fruchtig) und um die Zutaten miteinander zu verbinden. Man unterscheidet bei den Salatsaucen in sogenannte Marinaden (= Dressings) und Mayonnaisen.

## Dressings
Die wohl häufigste Salatsauce ist eine Mischung von Essig und Öl, französisch Vinaigrette, die nach klassischem Rezept mit weiteren Zutaten verfeinert wird und zu Blattsalaten und Rohkostsalaten passt.
Darüber hinaus gibt es auch Dressings auf Basis von Milchprodukten. Diese sind von Natur aus cremiger, weil die Grundprodukte bereits eine Emulsion darstellen. Salatsaucen auf Joghurtbasis haben einen mildsäuerlichen Grundgeschmack. Ebenfalls verwendet wird süße Sahne für samtigen, zarten und saure Sahne oder Buttermilch für säuerlichen Geschmack sowie Crème fraîche für eine sämigere Emulsion.
Eine saure Note erhalten Salatsaucen durch die Zugabe von Essig, Wein oder Zitronensaft. Um einen fruchtigen Geschmack zu erhalten, kann auch Fruchtsaft, z. B. Apfel-, Trauben- oder Orangensaft, verwendet werden, für fruchtig-sauer z. B. Limettensaft. Die Fruchtsäfte können den meist obligatorischen Essig sogar ganz ersetzen.
Ergänzend können hinzugegeben werden:
- Gewürze für die Würzigkeit der Sauce (pikant oder süß)
- Flüssigwürze für die Würzigkeit der Sauce
- Kräuter für Geschmacksverfeinerung
- Tomatenmark für Geschmack, Bindung und roten Farbton.

Dressings werden auch zu Salaten mit gekochten Zutaten verwendet, wie Kartoffeln, Nudeln, Fleisch und Wurstsalat oder zu Gemüsesalaten, wie zum Beispiel Bohnensalat, Spargel oder Artischocken.
Die Bezeichnung Dressing kommt von englisch Dress, im Sinne von (Be-)Kleidung. In den USA wegen der Vieldeutigkeit des Wortes meistens nur in Verbindung mit einem charakterisierenden Zusatz (z. B. French, Italian, Ranch oder Caesar Dressing) benutzt, ersetzt der Begriff Dressing im deutschen Sprachgebrauch zunehmend den Begriff Salatsauce. Im britischen Englisch wird allgemein nur die Vinaigrette als (French) Dressing bezeichnet. Insbesondere die Namen von über den Einzelhandel in Flaschen, Portionsbeuteln oder als Gewürzmischung vertriebenen Salatsaucen enthalten im Stile des Foreign Branding oft das Wort Dressing, aber auch in privaten Haushalten wird Dressing als modernes, fortschrittliches und vor allem (pseudo-)internationales Synonym für jegliche Salatsauce benutzt. Einige bekannte Dressingnamen sind Italian Dressing, Ranch-Dressing und Thousand-Island-Dressing, French Dressing ist meistens eine Eigenkomposition der Hersteller.

## Mayonnaisen
Kartoffelsalate, Nudelsalate und Fleischsalate bzw. Feinkostsalate werden meist mit Mayonnaise angerichtet.